# 高布泽博
高布泽博（1905年—1968年6月10日），又名春和，曾用名易阜、沙勃佐老夫、李保华，蒙古族，绥远土默特旗（今内蒙古自治区土默特左旗）忽拉格气村人。中国共产党高级干部。

## 生平
出身于赤贫家庭，幼年开始干农活，给村里放牛，迫于生计还去寺庙里当过喇嘛。1916年冬，在农闲时到本村学堂念书，一年半后在本村私塾读书。1918年高布泽博的父亲痛下决心，四处借钱，送他到土默特高等小学校第四班学习，与多松年、乌兰夫等是同学。1923年秋被土默特旗总管衙门官费送到北京蒙藏学校初中部读书。1924年初的寒假在校加入中国社会主义青年团。1924年下半年转党。1925年3月，中共北方区委派遣入黄埔军校第四期学习。1926年“中山舰事件”后，高布泽博和王建功因与孙文主义学会的黄埔同学发生争执，从军校退学。李大钊的北方党组织派遣热河四名，察哈尔五名，绥远八名（康富成即贾力更、荣继珍、任殿邦、赵文翰、麟祥、李春荣、高布泽博和王建功）各族青年转入毛泽东主办的广州农民运动讲习所第六期学习。1926年秋结业后，10月下旬，高布泽博、贾力更、王建功、麟祥（后来叛变）等人回到归绥，高布泽博任国民党绥远特别区党部农民部特派员，在察素齐、萨拉齐联络农民群众，建立农民协会组织。1927年3月发动当地农民群众参加针对晋军商震为都统的绥远当局清理丈量所谓“余荒”土地的反清丈斗争。
四一二事件后，到包头“老一团”隐蔽，任第一连连部文书。中共绥远特别支部恢复后，隐蔽在“老一团”的蒙古族共产党员也纷纷回到农村开展工作，高布泽博与贾力更、赵诚、勇夫等人在平绥铁路沿线蒙古族聚居的村庄里开辟了一系列据点或联络点，建立了地下党组织。1928年春，高希泽博同奎璧赴蒙古人民共和国党务学校学习；1928年底返回绥远，继续在“老一团”和附近农村开展地下工作。1930年春，第二次到蒙古人民共和国党务学校学习。1930年10月，入莫斯科东方大学学习。毕业后，又在莫斯科无线电学校学习无线电技术。
1937年，七七事变前，化名“李保华”到新疆边防督办公署工作。1938年1月到新疆边防督办公署驻额济纳旗联络办事处任中校参谋长。1941年6月任新疆边防督办公署边务处偌㛨办事处主任，主要任务是搜集来自甘肃、青海、西藏地区国民党、日本及英国情报人员的活动情况。1943年4月19日在迪化被盛世才当局逮捕入狱。捻绳子于8月26日深夜从监室天棚离地面大约有四米高的小天窗越狱，在一个磨盘下面潜伏了一夜，天亮后搭载马车逃至苏联领事馆，潜伏在苏联飞机货舱里离开新疆逃到苏联。
1946年经东北回国，在张家口参加内蒙古自治运动联合会任代理组织部长。1946年任中共察哈尔盟工委书记。1947年5月任内蒙古自治政府委员、文教部部长。1948年任中共纳文慕仁盟委员会副书记。
1949年，任内蒙古自治区人民政府农牧部部长、财经委员会委员及该委员会党组成员、内蒙古东部区党委委员。1954年后任内蒙古自治区农牧厅厅长、厅党组书记、1953年9月18日，毛泽东主席亲自签署内蒙古畜牧兽医学院第一任院长高布泽博的任命书（任期至1958年8月29日）、第三届全国人民代表大会代表，国家民族事务委员会委员。